# Down in Albion
Down in Albion är det brittiska indierockbandet Babyshambles debutalbum, som släpptes 14 november 2005 på Rough Trade Records. Albumet hade kunnat laddas ned illegalt på Internet sedan 19 oktober samma år. Albumet gick direkt in på tionde plats på den brittiska albumlistan 20 november.
Albumet är producerat av Mick Jones, känd från The Clash, som även producerade The Libertines båda album. Down in Albion innehåller en version av bandets andra singel "Killamangiro", liksom den reggaeinfluerade låten "Pentonville". Att låten "Albion" förekommer på skivan är kontroversiellt bland vissa av Babyshambles fans, eftersom den härstammar från Pete Dohertys tid i The Libertines. Down in Albion var från början tänkt som ett konceptalbum där sagan om skönheten och odjuret skulle återberättas.

## Låtlista
1. "La Belle et la Bête" - 5:05
2. "Fuck Forever" - 4:37
3. "A'Rebours" - 3:23
4. "The 32nd of December" - 3:09
5. "Pipedown" - 2:36
6. "Sticks and Stones" - 4:52
7. "Killamangiro" - 3:13
8. "8 Dead Boys" - 4:16
9. "In Love With a Feeling" - 2:52
10. "Pentonville" - 3:50
11. "What Katy Did Next" - 3:08
12. "Albion" - 5:25
13. "Back From the Dead" - 2:52
14. "Loyalty Song" - 3:33
15. "Up the Morning" - 5:43
16. "Merry Go Round" - 5:22